# Uitgeverij 521
Uitgeverij 521 was een Nederlandse uitgeverij die in 1999 werd opgericht door Harold de Croon en Arjan Weenink. Per jaar werden ongeveer 25 tot 30 titels uitgegeven.
Het fonds varieert van traditioneel en literair tot innovatief en commercieel. Naast boeken van gevestigde namen als Martin Bril, Gerrit Komrij, Guus Luijters, Abdelkader Benali, Jeroen Wielaert en Rita Verschuur heeft Uitgeverij 521 werk uitgegeven van jonge schrijvers: John Schoorl, Bas Belleman, Menno Pot, Karin Amatmoekrim, Beau van Erven Dorens, Els Quaegebeur, Hélène Gelèns, Bas Vlugt, Paul Janssen, Erik Solvanger, Willem Thies, Lucas Winnips en Philip Hoorne.
Van 2000 tot 2004 was Uitgeverij 521 de uitgever van literair tijdschrift Nymph.
In maart 2005 werd de uitgeverij onderdeel uit van de Foreign Media Group, waarna ze werd samengevoegd met Pimento, de eigen uitgeverij van FMG. Vanaf de voorjaarsaanbieding 2005 werden de boeken van uitgeverij 521 uitgebracht onder de vlag van Pimento.
In maart 2007 verlieten de beide uitgevers het bedrijf. In juni van dat jaar richtten zij Uitgeverij Carrera op, onder de vlag van Dutch Media.